# Battaglia
Een battaglia is een term in de muziek, die betrekking heeft op een muziekgenre dat een gevecht of strijd uitbeeldt. De meeste battaglia's werden in het renaissance- en baroktijdperk geschreven. Zij kunnen worden herkend aan een strijdlustig karakter. Dit kan onder andere worden bereikt door een specifieke instrumentatie (bijvoorbeeld een veelvuldig gebruik van koperen blaasinstrumenten) en het karakter van het stuk. Over het algemeen kan worden gesteld dat een battaglia een optimistisch karakter heeft en dat vaak een echo-effect wordt gebruikt. Hiermee wordt bedoeld dat een bepaalde stem een melodielijn of signaal speelt, die in een andere stem weer terugkomt, al dan niet met een andere dynamiek. Men kan in ieder geval spreken van een battaglia indien dit door de componist als zodanig wordt aangeduid.